# Peter Glaser
Pour les articles homonymes, voir Glaser.
Peter Glaser (né le 5 septembre 1923 à Žatec en Tchécoslovaquie, et mort le 29 mai 2014) est un scientifique et ingénieur américain, connu comme l'inventeur des centrales solaires spatiales,.